# Anthaxia cichorii
Anthaxia cichorii es una especie de escarabajo del género Anthaxia, familia Buprestidae. Fue descrita científicamente por Olivier en 1790.